# Nivaldo (futebolista, 1968)
Nivaldo Soares de Oliveira Filho, mais conhecido apenas como Nivaldo (Catende, 5 de fevereiro de 1968) é um ex-futebolista brasileiro e autor do gol mais rápido da história do Campeonato Brasileiro surgiu para o futebol em 1988, quando chegou ao Clube Náutico Capibaribe depois de se destacar nas categorias de base do extinto Paulistano.

## Carreira
Nivaldo inciou sua carreira ingressando para o time de sua cidade o Usina Catende FC em 1986, seus gols e ataques impulsivos chamaram a atenção de outros times como Salgueiro Atlético Clube e Decisão Futebol Clube que o ofereceram contrato como atacante porém ambos nivaldo rejeitou. Somente em 1988, Nivaldo aceitou o contrato em outro time, desta vez um grande time, o Clube Náutico Capibaribe, em que nivaldo aceitou de primeira e ficou muitos anos.

### Naútico
Nivaldo entrou para o naútico em 1988 e saiu em 1992, onde fez 53 jogos e 15 gols, sendo um de seus gols considerado um dos gols mais rápidos da história do Campeonato Brasileiro de Futebol.

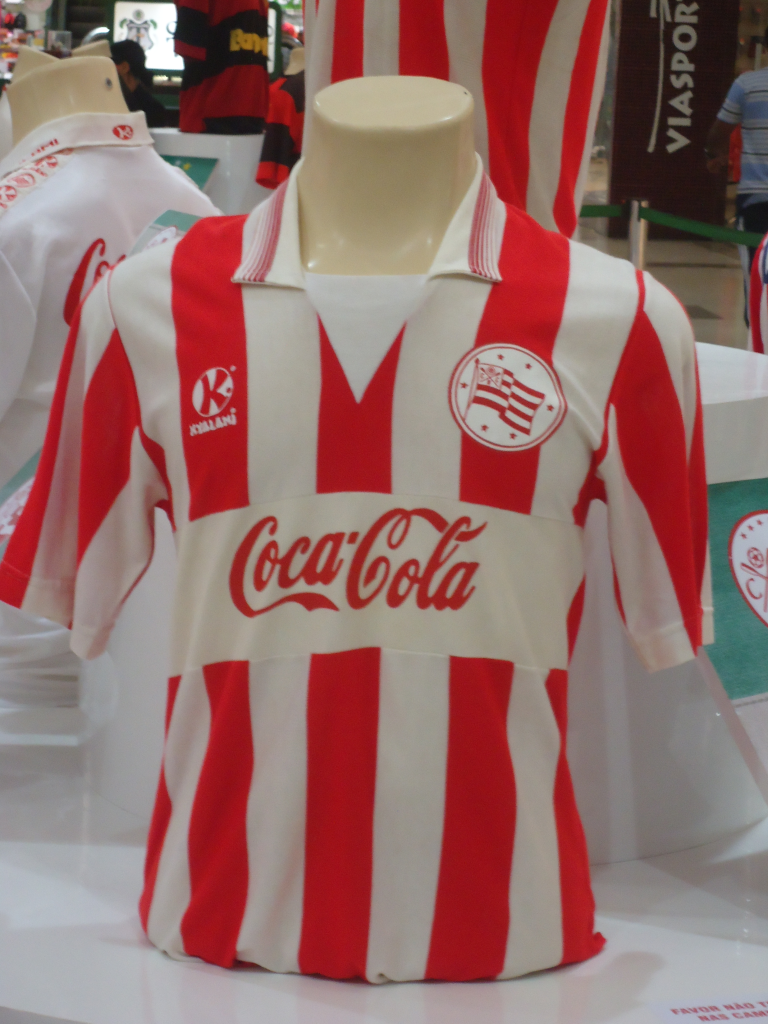
Camisa usada por nivaldo no Brasileirão de 1992, mesmo ano em que marcou o recorde de gol mais rápido da história

#### Gol mais rápido da história do brasileirão
Em Campeonato Brasileiro de Futebol de 1992 Nivaldo foi autor do gol mais rápido da história do brasileirão. Tudo começou no jogo de Naútico contra Atlético-MG quando assim que o árbitro apitou o início do jogo, o jogador Augusto de Souza segue em velocidade para o ataque. Nivaldo, que jogava como ponta direita, acompanhava a jogada, fechando os espaços, esperando a bola chegar aos seus pés. Quando chegou, ele não teve dúvidas mandou a sapatada, à direita do goleiro. O placar final foi 3x2 para o Náutico, em partida válida pelo Campeonato Brasileiro. Mas o que mais se falava era a velocidade daquele gol.
Mesmo com a rapidez com que o gol foi marcado, o ponteiro direito, como era chamado na época, revelou que não tinha dimensões da importância da jogada. O atleta só teve noção do que tinha feito quando terminou a partida e a imprensa o alertou.
"Só depois que o jogo terminou tive a ideia do que foi o gol. Todos os radialistas e a televisão em cima de mim. Só aí tive a noção do que fiz dentro de campo. Até hoje sou conhecido por ter feito o gol mais rápido da história do Brasileiro até o momento. Espero que meus adversários não consigam me superar, estou secando." - brincou o ex-atacante Nivaldo

### Sport
Nivaldo após ter obtido grande vantagem no Campeonato Pernambucano de 1992, entrou em 1994 para o Sport Club Recife onde jogou por pouco tempo como reserva tendo apenas 7 jogos de 1 gol.

### Passagem no Cruzeiro
Com o sucesso obtido no Campeonato Pernambucano de 1992, quando foi artilheiro com 22 gols, Nivaldo foi contratado pelo Cruzeiro no ano seguinte para a disputa da Copa do Brasil de Futebol de 1993 vencida pela Raposa, a maior conquista da carreira do ex-jogador, onde fez três gols. No time Celeste o pernambucano teve um breve sucesso, marcando 10 gols em 31 jogos, e chegou a ter como seu reserva ninguém menos do que Ronaldo Fenômeno.

## Títulos

### Cruzeiro
- Copa do Brasil: 1993